# Аладашвили, Константин Георгиевич
Шаблон:ФИОи

Константи́н Гео́ргиевич Аладашви́ли (27 ноября 1977, Красноярск) — российский саночник, бобслеист и скелетонист, выступавший за сборную России с 1997 года по 2007-й. Участник зимних Олимпийских игр в Солт-Лейк-Сити, многократный чемпион и призёр национальных первенств. Представлял спортивный клуб Вооруженных сил РФ, мастер спорта.

## Биография
Константин Аладашвили родился 27 ноября 1977 года в Красноярске. В возрасте 14 лет поступил в детско-юношескую школу олимпийского резерва и начал заниматься санным спортом под руководством тренера Галины Прилепской. В 1996 году одержал победу на чемпионате России, выполнил норматив мастера спорта и пробился в основной состав национальной сборной. Несмотря на серию успешных выступлений, в следующем сезоне решил попробовать себя в бобслее и, получив приглашение от дуэта тренеров Сергея Смирнова и Анатолия Челышева, некоторое время совмещал участие в соревнованиях обеих дисциплин. В 1998 году окончательно перешёл в бобслей и в составе молодёжной сборной дебютировал на крупнейших международных стартах.
В 1999 году Аладашвили выполнил норматив мастера спорта по бобслею и закрепился в главной команде, а через год вместе со своими двухместным и четырёхместным экипажами завоевал бронзовые медали первенства России. В 2001 году он решил сконцентрировать усилия на скелетоне. В первом же своём скелетонном сезоне получил звание чемпиона России и взял бронзу в Кубке вызова. На зимних Олимпийских играх 2002 года в Солт-Лейк-Сити прошёл квалификацию, в итоге финишировал двадцать вторым.
Трижды становился чемпионом России по скелетону, один раз был серебряным призёром. В 2005 году впервые участвовал в заездах взрослого чемпионата мира, заняв на трассе канадского Калгари 23 место. Последний раз вышел на лёд 17 декабря 2006 года, на этапе Кубка Европы в итальянской Чезане занял 19 место. Не сумев пробиться на Олимпиаду в Турин, вскоре принял решение завершить карьеру.
Тренером работал с Евгением Рукосуевым. Живёт в Краснодаре.